# Hazelwood (Pennsylvanie)
Pour les articles homonymes, voir Hazelwood.
Hazelwood est un quartier de la banlieue de Pittsburgh en Pennsylvanie.
Un réaménagement environnemental et urbain a été mis en place depuis les années 2000 afin de faire revivre ce quartier de Pittsburgh.

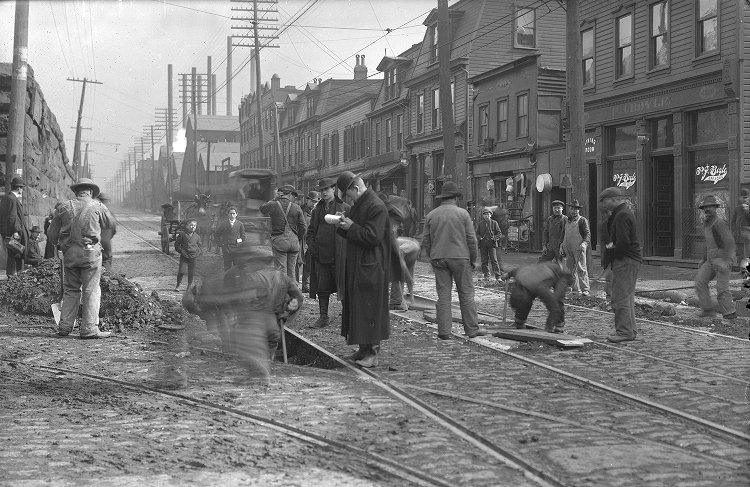
Hazelwood en 1906

## Histoire
Durant des décennies le quartier était signalé comme quartier à éviter pour des raisons de sécurité d'après le site du ministère des Affaires étrangères.

### L'histoire de l'industrie jusque dans les années 1950
Le quartier de Hazelwood a été acheté à l'origine aux Amérindiens lors du traité de Stanwix en 1758. Ce lieu a connu peu de développement jusqu'en 1861, quand le premier chemin de fer a traversé ce quartier de banlieue. 
L'entreprise Jones & Laughlin Steel Company (J&L Company) a construit ses premières installations industrielles près de la rivière Monongahela peu après, en 1883. L'endroit est devenu un centre industriel avec des usines des deux côtés de la rivière, dans le South Side et à Hazelwood. L'entreprise avait construit Le pont "Hot Metal" en 1884 afin de relier les deux rives exploitées par la J&L Company. Cela a contribué à une forte croissance de la région.
La région a produit énormément d'acier durant la Seconde Guerre mondiale que le pont était le deuxième élément d'infrastructure le plus surveillé des États-Unis.

### De 1950 à 1998
À son apogée, la J&L Company employait environ 12 000 personnes sur ses sites de South Side et d'Hazelwood, le quartier voisin d'Hazelwood ayant atteint une population de 13 000 habitants en 1960. Après la chute de l'apogée de la ville sidérurgique de Pittsburgh, Ling-Temco-Vought Incorporation (LTV) a racheté Hazelwood Works en 1974, employant à peine 3 600 personnes. Malgré la transaction, les usines ont fermé et cessé de fonctionner en 1997, signifiant la fin de l'industrie historique sur le site. En 1998, Hazelwood ne comptait plus que 6 000 habitants.

### 1999-2002
Les fondations ont reconnu l'opportunité d'assurer le développement et la régénération d'une section majeure du front de mer de la ville par le biais de la friche industrielle massive et vide. Almono LP, fondée en 2002 par quatre fondations de Pittsburgh (aujourd'hui composée de trois fondations) afin d'acquérir le quartier Hazelwood auprès de la LTV qui à cette époque est en faillite de presque 10 millions de dollars. Le concept est d'effectuer un réaménagement intelligent qui profiterait à la communauté, à la ville et à la région dans son ensemble.

### DE 2002 À 2015
Au cours de cette période, le site a fait l'objet d'une vaste opération de nettoyage environnemental et urbain du quartier afin de garantir la conformité et de respecter les normes d'assainissement. Un certain nombre d'études, de plans communautaires et de plans de vision ont également été créés pour le site. Par conséquent, en 2013, la ville a adopté le plan préliminaire d'aménagement du territoire (PLDP). Le PLDP a été déposé dans le cadre de l'établissement d'un district spécialement planifié (SP) sur le site - texte de zonage SP-10 - qui décrit le processus et l'objectif du développement. Au cours de cette période, un certain nombre d'événements et d'activités ont eu lieu sur le site, notamment le festival Thrival 2015, la foresterie urbaine temporaire, l'espace de laboratoire pour les étudiants et les professeurs de la CMU (y compris les premiers jours de CMU Robotics et les tests du défi DARPA), et l'ajout d'Uber en tant que locataire précoce avec sa piste d'essai.

### À partir de 2016
Le concept Hazelwood est devenu une réalité en octobre 2017 lors de l'événement Big Tent en se rebaptisant "Hazelwood Green". Un plan préliminaire d'aménagement du territoire et un texte de zonage SP-10 révisés ont été élaborés et autorisés fin 2018 pour permettre une flexibilité du marché dans un cadre basé sur la forme et la performance pour un design urbain durable. Avec la dédicace de la rue Blair et de l'avenue Hazelwood à la ville en avril 2019, le quartier a été officiellement ouvert au public pour la première fois en plus d'un siècle, offrant des connexions essentielles pour les cyclistes, les piétons et les transports vers et à l'intérieur du site. Pendant cette période, un certain nombre d'événements et d'activités ont eu lieu sur le site, notamment le festival Thrival de 2015, la foresterie urbaine temporaire, l'espace de laboratoire de débordement pour les étudiants et les professeurs de la CMU (y compris les premiers jours de CMU Robotics et les tests du défi DARPA), et l'ajout d'Uber en tant que locataire précoce avec sa piste d'essai.